# Bathypaguropsis yaldwyni
Bathypaguropsis yaldwyni är en kräftdjursart som beskrevs av McLaughlin 1994. Bathypaguropsis yaldwyni ingår i släktet Bathypaguropsis och familjen eremitkräftor. Inga underarter finns listade i Catalogue of Life.